# Cleyera neibensis
Cleyera neibensis är en tvåhjärtbladig växtart som beskrevs av Brother Alain. Cleyera neibensis ingår i släktet Cleyera, och familjen Pentaphylacaceae. Inga underarter finns listade i Catalogue of Life.